# Sylvia Schwartz
Pour les articles homonymes, voir Schwartz.
Sylvia Schwartz née en 1983 à Londres, est une soprano espagnole. Elle est la fille de l'économiste espagnol Pedro Schwartz.

## Biographie

### Enfance et formation
Elle est née à Londres en 1983.
Diplômée de l'École supérieure de chant de Madrid, elle étudie ensuite à l'académie de musique Hanns Eisler de Berlin. Elle travaille avec Daniel Barenboim au Staatsoper Unter den Linden.

### Carrière
Elle travaille à la Scala de Milan.
Depuis 2005, elle est membre de l'ensemble du Staatsoper Unter den Linden à Berlin.

### Vie privée
Son mari est le baron allemand Paul von Kittlitz.

## Discographie
Son premier album solo, un recueil des chansons espagnoles, est sorti en 2013 chez Hyperion Records.